# The Trip (película de 2002)
The Trip es una película de temática LGBT de 2002 dirigida por Miles Swain. La película narra las vidas cruzadas de dos chicos homosexuales que elegirán caminos distintos, desde el momento en que se conocen en 1973 hasta 1984.

## Argumento
La historia comienza en Los Ángeles, en el año 1973. Alan Oakley y Tommy Ballenger, son dos personas enfrentadas, un heterosexual republicano y un gay activista de derechos homosexuales.
Alan trabaja en su primer libro, un tratado sobre los horrores de la homosexualidad, por lo que invita a Tommy a cenar para entrevistarlo. Ambos tienen una atracción mutua inmediata , pero Alan se resiste a sus sentimientos, porque no quiere aceptar su homosexualidad, el comienzo de una apasionada relación es inevitable.
En el transcurso de su relación sentimental como cualquier pareja estable, Alan y Tommy viven abiertamente sus sentimientos, por más de cuatro años.
En 1977, Alan y Tommy acuden juntos a una gala benéfica, donde descubren que el libro anónimo de propaganda homófoba que el Partido Republicano de los Estados Unidos usa como instrumento, fue el escrito por Alan. Tommy se cierra totalmente a Alan, y terminan su relación.
Desde entonces Alan se convertirá en el chico mantenido de un millonario y discreto homosexual, hasta el trágico reencuentro de la pareja en 1984.

## Personajes
- Alan Oakley interpretado por Larry Sullivan, es un periodista republicano de 24 años que colabora con Los Angeles Chronicle, con un futuro como el que siempre había soñado, que podrá hacer que su padre militar pueda sentirse orgulloso.

- Tommy Ballenger interpretado por Steve Braun, es un chico de 19 años, que viajó de Texas a California para formar un grupo de derechos civiles para los gais.